# Leskovica, Aleksandrovac
Leskovic (izvirno srbsko Лесковица) je naselje v Srbiji, ki upravno spada pod Občino Aleksandrovac; slednja pa je del Rasinskega upravnega okraja.

## Demografija
V naselju živi 236 polnoletnih prebivalcev, pri čemer je njihova povprečna starost 41,8 let (41,9 pri moških in 41,7 pri ženskah). Naselje ima 75 gospodinjstev, pri čemer je povprečno število članov na gospodinjstvo 3,97.
|  |

| Demografija | Demografija     | Demografija     |
| Leto        | Št. prebivalcev | Št. prebivalcev |
| ----------- | --------------- | --------------- |
|             |                 |                 |
|             |                 |                 |
|             |                 |                 |
|             |                 |                 |
| 1948        | 429             |                 |
| 1953        | 489             |                 |
| 1961        | 503             |                 |
| 1971        | 515             |                 |
| 1981        | 440             |                 |
| 1991        | 381             | 340             |
| 2002        | 322             | 298             |
|             |                 |                 |

| Etnična sestava po popisu iz leta 2002 | Etnična sestava po popisu iz leta 2002 | Etnična sestava po popisu iz leta 2002 | Etnična sestava po popisu iz leta 2002 | Etnična sestava po popisu iz leta 2002 |
| -------------------------------------- | -------------------------------------- | -------------------------------------- | -------------------------------------- | -------------------------------------- |
| Srbi                                   | Srbi                                   |                                        | 297                                    | 99,66%                                 |
| Romuni                                 | Romuni                                 |                                        | 1                                      | 0,33%                                  |